# Drosophila cheda
Drosophila cheda är en tvåvingeart som beskrevs av Tan, Hsu och Mao-Ling Sheng 1949. Drosophila cheda ingår i släktet Drosophila och familjen daggflugor.
Artens utbredningsområde är provinsen Zhejiang i Kina.